# آرمین (خواننده)
آرمین زارعی (زادهٔ ۵ اردیبهشت ۱۳۶۵)، معروف به آرمین که پیش‌تر با نام آرمین 2AFM شناخته می‌شد، خواننده و ترانه‌نویس ایرانی است که در ژانر رپ، موسیقی تلفیقی و پاپ فعالیت می‌کند. او فعالیت حرفه‌ای خود را در سال ۱۳۸۶ آغاز کرد.
2AFM کوتاه شدهٔ نام خود او (آرمین) و سه نفر دیگر از دوستانِ هم‌کار او در عرصهٔ موسیقی است (علی، فرهاد و مِهراد).
وی از ابتدای فعالیت خود در موسیقی تا سال ۱۳۹۵، بدون داشتن مجوزی از سوی نهادهای دولتی در ایران، ترانه منتشر کرد و در حالی که بیش از سه‌سال از عدم فعالیت وی در موسیقی می‌گذشت، در اسفند ۱۳۹۸، نخستین ترانۀ خود به نام رفت را با مجوز وزارت فرهنگ و ارشاد اسلامی منتشر کرد.

## فعالیت هنری

### آغاز فعالیت
وی فعالیت هنری خود را با هم‌کاری رضایا شروع کرد. آرمین و رضایا ترانهٔ ″نازی، ناز گل من″ را با هم‌کاری شاهین فلاکت اجرا کردند؛ اما پس از مدتی رضایا تصمیم گرفت که دیگر با خوانندگان دیس لاو، هم‌کاری نکند و این دو نفر از هم جدا شدند.

### دریافت مجوز
وی پس از چند سال فعالیت هنری بدون مجوز در ایران، در پی گرفتن مجوز از وزارت ارشاد جمهوری اسلامی اقدام کرد و پس از سه سال و هشت ماه سکوت و عدم فعالیت هنری، سرانجام توانست مجوز فعالیت رسمی در ایران را از وزارت فرهنگ و ارشاد دریافت کند. پس از سال‌ها عدم فعالیت، در ۱۴ اسفند ۱۳۹۸، نخستین ترانۀ رسمی خود را به نام رفت با مجوز وزارت ارشاد و توسط شرکت ترانه شرقی منتشر شد. آرمین زارعی نخستین کنسرت خود را در ۲۶ اسفند ۱۴۰۱ در سالن همایش میلاد، تهران، برگزار کرد.

## حواشی
در شهریور ۱۳۹۵، آرمین به دادسرای فرهنگ و رسانه احضار شد.

## ترانه‌شناسی

### آلبوم‌های چندآهنگه

#### تور کنسرتام (۱۴۰۱)
| # | آهنگ        | خواننده | تنظیم‌کننده  | تاریخ پخش     | منبع   |
| - | ----------- | ------- | ----------- | ------------- | ------ |
| ۱ | طرفدارمه    | آرمین   | مسعود جهانی | ۱۲ اسفند ۱۴۰۱ | [ ۱۵ ] |
| ۲ | تور کنسرتام | آرمین   | مسعود جهانی | ۱۲ اسفند ۱۴۰۱ | [ ۱۵ ] |
| ۳ | پایتم       | آرمین   | مسعود جهانی | ۱۲ اسفند ۱۴۰۱ | [ ۱۵ ] |
| ۴ | سرگرمی      | آرمین   | مسعود جهانی | ۱۲ اسفند ۱۴۰۱ | [ ۱۵ ] |

### تک‌آهنگ‌ها[نیازمند منبع]
| شماره | آهنگ                        | تاریخ پخش        | تنظیم‌کننده           | منبع   |
| ----- | --------------------------- | ---------------- | -------------------- | ------ |
| ۱     | مبارک باشه                  | ۸ اردیبهشت ۱۳۸۹  | شاهین خسروآبادی      |        |
| ۲     | چیزی شده؟                   | ۲۷ آذر ۱۳۸۹      | شاهین خسروآبادی      |        |
| ۳     | قلبم                        | ۱۵ دی ۱۳۸۹       | شاهین خسروآبادی      |        |
| ۴     | خوش به حالت                 | ۲۲ فروردین ۱۳۹۰  | سعید شمس             |        |
| ۵     | مثل تو هیچ جایی ندیدم       | ۲۷ تیر ۱۳۹۰      | سعید شمس             |        |
| ۶     | چته؟                        | ۲۹ بهمن ۱۳۹۰     | سعید شمس             |        |
| ۷     | دیوونه (همراه با ملانی)     | ۲۴ مهر ۱۳۹۲      | مسعود جهانی          |        |
| ۸     | شبا کجایی؟                  | ۲۱ آبان ۱۳۹۲     | مسعود جهانی          |        |
| ۹     | صدامو داری؟                 | ۱۰ آذر ۱۳۹۲      | مسعود جهانی          |        |
| ۱۰    | یه چیزی بگو (همراه با تتلو) | ۲۱ دی ۱۳۹۲       | مسعود جهانی          |        |
| ۱۱    | چقدر خوبه (همراه با ملانی)  | ۸ اسفند ۱۳۹۲     | مسعود جهانی          |        |
| ۱۲    | نمی‌شه هرگز                  | ۲۱ اسفند ۱۳۹۲    | سعید شمس             |        |
| ۱۳    | چی شد صدا قطع شد؟           | ۷ اردیبهشت ۱۳۹۳  | مسعود جهانی          |        |
| ۱۴    | نه تابستون نه پاییز         | ۹ مرداد ۱۳۹۳     | مسعود جهانی          |        |
| ۱۵    | یه سالیه                    | ۹ مهر ۱۳۹۳       | مسعود جهانی          |        |
| ۱۶    | طبق معمول                   | ۱۴ اسفند ۱۳۹۳    | مسعود جهانی          |        |
| ۱۷    | نیستی                       | ۱۷ اردیبهشت ۱۳۹۴ | بهروز صفاریان        |        |
| ۱۸    | آروم یواش                   | ۲ مرداد ۱۳۹۴     | فرزاد ماهان          |        |
| ۱۹    | دمش گرم                     | ۱۹ آبان ۱۳۹۴     | مسعود جهانی          |        |
| ۲۰    | بارون                       | ۱۸ اسفند ۱۳۹۴    | مسعود جهانی          |        |
| ۲۱    | بگو برا چی؟                 | ۵ اردیبهشت ۱۳۹۵  | سالار مقدم           |        |
| ۲۲    | بذار پلی شه موزیکم          | ۲۶ تیر ۱۳۹۵      | مسعود جهانی          |        |
| ۲۳    | رفت                         | ۱۴ اسفند ۱۳۹۸    | پویا فرامرزی         |        |
| ۲۴    | ایران                       | ۵ تیر ۱۳۹۹       | پویا فرامرزی         |        |
| ۲۵    | برو برنگرد                  | ۲۵ مرداد ۱۳۹۹    | پویا فرامرزی         |        |
| ۲۶    | نوستالژی                    | ۲۴ بهمن ۱۳۹۹     | مسعود جهانی          | [ ۱۶ ] |
| ۲۷    | بگو کجایی                   | ۱۶ اسفند ۱۳۹۹    | مسعود جهانی          |        |
| ۲۸    | دوباره برگرد                | ۵ اردیبهشت ۱۴۰۰  | مسعود جهانی          |        |
| ۲۹    | ناز شستم                    | ۲۵ تیر ۱۴۰۰      | مسعود جهانی          |        |
| ۳۰    | بزن یه زنگ                  | ۱ آذر ۱۴۰۰       | مسعود جهانی          |        |
| ۳۱    | نه نرو                      | ۴ دی ۱۴۰۰        | پویا فرامرزی         |        |
| ۳۲    | دوست دارم                   | ۱۱ اسفند ۱۴۰۰    | مسعود جهانی          |        |
| ۳۳    | بگو بینم                    | ۱۷ بهمن ۱۴۰۱     | مسعود جهانی و رض بیت |        |
| ۳۴    | شماره جدیدم                 | ۲۰ اردیبهشت ۱۴۰۲ | مسعود جهانی          |        |
| ۳۵    | دارم هواتو                  | ۲۰ شهریور ۱۴۰۲   | مسعود جهانی و رض بیت | [ ۱۷ ] |
| ۳۶    | شماره جدیدم (اجرای زنده)    | ۲۵ مهر ۱۴۰۲      |                      |        |
| ۳۷    | حالا هی                     | ۲۹ دی ۱۴۰۲       | مسعود جهانی و رض بیت |        |
| ۳۸    | به تو میرسه                 | ۵ اردیبهشت ۱۴۰۴  | مسعود جهانی و رض بیت |        |